# Elecciones generales de Vanuatu de 2008
Las elecciones generales vanuatuenses de 2008 que se llevaron a cabo el 2 de septiembre de 2008 son las octavas elecciones generales celebradas en Vanuatu desde que el país obtuviese la independencia en 1980. 
En julio, el Partido Progresista Melanesio pidió que las elecciones se retrasaran, cuestionando la constitucionalidad de la Ley de Representación Popular Número 33 de 2007, la cual presuntamente permitía a los votantes de ciertos distritos electorales votar en dos distritos. El delegado electoral, Martin Tete, confirmó que las elecciones tendrían lugar el 2 de septiembre como se tenía previsto. El día de las elecciones fue proclamado fiesta nacional, para animar a la gente a votar.
Más de tres mil candidatos, de los cuales había nueve mujeres, se presentaron a las elecciones, representando a veinticinco partidos políticos y ochenta candidatos independientes. Había 170.000 votantes registrados repartidos en 17 distritos electorales para elegir 52 escaños del parlamento.

## Resultados preliminares
Los resultados preliminares no oficiales se esparaban para el 3 de septiembre, retrasándose los resultados oficiales hasta por lo menos una semana más. Dos políticos veteranos, el ministro de economía en funciones Willie Jimmy y el ex primer ministro Barak Sopé, parecía que no iban a conseguir ser reelegidos, mientras que el independiente Ralph Regenvanu parecía tomar la delantera con la mayoría de votos en su distrito de Port Vila, mientras que los líderes de la Confederación Verde (Moana Carcasses) así como el del Partido Republicano de Vanuatu (Maxime Carlot Korman) parecía que volverían al parlamento.
Según los resultados no oficiales, la coalición en el poder tenía muchas posibilidades de volver a gobernar; 18 de los 49 miembros del parlamento que se habían presentado a la reelección no serían reelegidos y se preveía que el partido más antiguo de Vanuatu, el Vanua'aku Pati, conseguiría el mayor número de escaños (10). El partido del primer ministro Ham Lini, el Partido Nacional Unido, parecía que conseguiría siete escaños, tantos como el Partido Republicano de Vanuatu o la Unión de Partidos Moderados. Otros nueve partidos y cinco independientes parecían que podrían tener representación en el parlamento.
La Comisión Electoral anunció que tardaría varios días en publicar los resultados oficiales, mientras que ABC Radio Australia apuntaba que, debido a las negociaciones para formar gobierno, una vez conocidos los resultados "llevará una semana o dos el saber con certeza quién va a liderar el siguiente gobierno vanuatuense".
El 9 de septiembre, se publicó que el Vanua'aku Pati y el Partido Nacional Unido estaban negociando para formar una coalición de gobierno, la cual incluiría también a otro partido. Al parecer, bajo los términos que se discutía el pacto, el nuevo gobierno de coalición tendría 33 de los 52 miembros del parlamento. El líder de Vanua'aku Pati, Edward Natapei se convertiría bajo esta coalición en primer ministro, mientras que el primer ministro saliente, Ham Lini se convertiría en el segundo del primer ministro.

## Resultados definitivos
Los resultados oficiales definitivos se anunciaron el 10 de septiembre de 2008. El partido Vanua'aku Pati fue el que ganó mayor cantidad de escaños (11 de 52), posicionándose Edward Natapei como el mejor colocado para ser nombrado primer ministro. Sin embargo, Maxime Karlot Korman del Partido Republicano de Vanuatu declaró que tenía suficientes votos como para plantearse formar gobierno. Natapei fue elegido finalmente presidente el 22 de septiembre, ganando por 27 votos a 25 a Korman en una votación con voto secreto.
| Partidos y alianzas                                           | Votos  | %      | Escaños |
| ------------------------------------------------------------- | ------ | ------ | ------- |
| Vanua'aku Pati                                                | 9.743  | 24,23  | 11      |
| Partido Nacional Unido (Parti national uni)                   | 6.296  | 15,66  | 8       |
| Unión de Partidos Moderados (Union des Partis moderés)        | 5.329  | 13,26  | 7       |
| Partido Republicano de Vanuatu (Parti républicain de Vanuatu) | 4.675  | 11,63  | 7       |
| Partido Progresista Popular (Parti progressiste populaire)    | 1.978  | 4,92   | 4       |
| Confederación Verde (Confédération verte)                     | 1.384  | 3,44   | 2       |
| Partido Laboral de Vanuatu                                    | 1.381  | 3,44   | 1       |
| VPRFP                                                         | 837    | 2,08   | 1       |
| Shepherds Alliance Party                                      | 829    | 2,06   | 1       |
| Partido Progresista Melanesio {Parti progressite mélanésien)  | 799    | 1,99   | 1       |
| Partido de la Acción Popular (Parti de l'Action populaire)    | 795    | 1,98   | 1       |
| Family First Party (Partido Familia Primero)                  | 730    | 1,82   | 1       |
| Namangi Aute                                                  | 644    | 1,60   | 1       |
| Nagriamel                                                     | 546    | 1,36   | 1       |
| Vanuatu National Party                                        | 514    | 1,28   | 1       |
| Independientes (sin partido)                                  | 3.723  | 9,26   | 4       |
| Total                                                         | 40.203 | 100,00 | 52      |
| Fuente: [cita requerida]                                      |        |        |         |